# Nathalie Simon (athlétisme)
Pour les articles homonymes, voir Simon.
Nathalie Simon épouse Chevallier (née le 14 avril 1962 au Petit-Quevilly) est une athlète française, spécialiste du 400 mètres.

## Biographie
Championne de France du 400 mètres en 1986, elle se classe septième du relais 4 x 400 m lors des championnats du monde de 1987, à Rome. Elle participe l'année suivante aux Jeux olympiques de Séoul. Éliminée dès les séries du 400 m, elle se classe septième de l'épreuve du relais 4 x 400 m. 
En 1987, elle remporte la médaille d'or du 400 m, la médaille d'or du 4 x 100 m et la médaille d'argent du 4 x 400 m lors des Jeux méditerranéens de Lattaquié, en Syrie.

### Palmarès
- Championnats de France d'athlétisme :
  - vainqueur du 400 m en 1986

### Records
| Épreuve | Performance | Lieu | Date |
| ------- | ----------- | ---- | ---- |
| 400 m   | 52 s 05     |      | 1987 |